# Список футбольних стадіонів Греції
Нижче наводиться список футбольних стадіонів в Греції, відсортований за місткістю. В список включені стадіони, що мають понад 10 тисяч сидячих місць.

## Стадіони
| #  | Зображення | Стадіон                       | Місткість | Місто      | Клуб                       | Відкрито                  |
| -- | ---------- | ----------------------------- | --------- | ---------- | -------------------------- | ------------------------- |
| 1  |            | Олімпійський стадіон          | 71,030    | Афіни      | Греція, АЕК                | 1982 (2004 реконструкція) |
| 2  |            | Георгіос Караїскакіс          | 33,300    | Пірей      | «Олімпіакос»               | 1964 (2004 відбудований)  |
| 3  |            | Тумба                         | 28,803    | Салоніки   | ПАОК                       | 1959                      |
| 4  |            | Кафтанзогліо                  | 27,770    | Салоніки   | «Іракліс»                  | 1960 (2004 реконструкція) |
| 5  |            | Панкритіо                     | 26,240    | Іракліон   | «Ерготеліс»                | 2004                      |
| 6  |            | Пампелопонніаско              | 23,588    | Патри      | «Панахаїкі»                | 2004                      |
| 7  |            | Клеантіс Вікелідіс            | 23,200    | Салоніки   | «Аріс»                     | 1951 (2004 реконструкція) |
| 8  |            | Пантессаліко                  | 22,700    | Волос      | «Олімпіакос», «Нікі Волос» | 2004                      |
| 9  |            | Апостолос Ніколаїдіс          | 16,620    | Афіни      | «Панатінаїкос»             | 1922                      |
| 10 |            | АЕЛ Арена                     | 16,118    | Лариса     | «Лариса»                   | 2010                      |
| 11 |            | Муніципальний стадіон Трикали | 15,000    | Трикала    | «Трикала»                  | 1950                      |
| 12 |            | Георгіос Камарас              | 14,200    | Афіни      | «Аполлон Смірніс»          | 1948 (2001 реконструкція) |
| 13 |            | Алказар                       | 13,108    | Лариса     |                            | 1965                      |
| 14 |            | Неа-Смірні                    | 11,756    | Неа-Смірні | «Паніоніос»                | 1939                      |
| 15 |            | Костас Давурліс               | 11,321    | Патри      | Панахаїкі                  | 1939                      |
| 16 |            | Анті Караяні                  | 10,500    | Кавала     | «Кавала»                   | 1970                      |
| 17 |            | Еллінікон                     | 10,200    | Еллінікон  | « Етнікос Пірей» «Гліфада» | 2003                      |